# Templo de Perth (Australia)
El Templo de Perth, Australia es el nombre oficial de uno de los templos construidos y operados por La Iglesia de Jesucristo de los Santos de los Últimos Días, el número 106 construido por la iglesia y el cuarto en operaciones en Australia, ubicado en Yokine, un suburbio de Perth, estado de Australia Occidental. El templo de Perth es el templo más distante del templo de Salt Lake City, Utah, la sede de la iglesia SUD.

## Historia
Perth fue colonizada por los británicos en mayo de 1829, recibiendo luego el nombre de la ciudad escocesa de Perth, la primera colonia británica en Australia colonizada por colonos libres. Los primeros colonos de varias otras ciudades australianas fueron reos. A lo largo de los años, el estado de Australia Occidental, con su capital en Perth, ha prosperado a través del descubrimiento de los minerales y otros recursos naturales, el oro siendo uno de los más notables. 
El primer oficial de la Iglesia de Jesucristo de los Santos de los Últimos Días que visitara Australia Occidental fue el asistente del historiador de la Iglesia, Andrew Jensen, a principios de 1890. Jensen, en última instancia, informó a la Iglesia que a causa de la fiebre de oro que dominaba la región, «no era un buen momento para enviar misioneros a Occidente.»
Los primeros misioneros SUD finalmente arribaron a Australia Occidental en 1907. Para 1913, Perth contaba 26 fieles y la primera capilla de los Santos de los Últimos Días en la ciudad fue construida en 1925.

## Construcción
Los planes para la construcción del templo de Perth fueron anunciados públicamente el 11 de junio de 1999 por medio de una carta dirigida a las autoridades locales de la iglesia y leída en las reuniones dominicales de la región el 27 de junio de ese año. Perth está ubicado a más de 2,250 km de distancia de la ciudad importante más cercana (Adelaida) y haciendo que los casi 12 mil miembros de la iglesia SUD de la región viajaran el equivalente a la distancia de Los Ángeles a Nueva York para asistir al templo en Sídney, antes de la construcción del templo en Perth. Se decidió construir el templo en una propiedad que ya le pertenecía a la iglesia, adyacente a un centro de reuniones ubicado en Yorkine, un suburbio 10 km al norte del centro de Perth.

## Dedicación
La ceremonia de la primera palada de la construcción del templo de Perth, Australia fue el 20 de noviembre de 1999 frente a unas 700 personas y dos años después, el 20 de mayo de 2001, Gordon B. Hinckley, el entonces presidente de la iglesia, dedicó el templo para sus actividades eclesiásticas en 4 sesiones, al que asistieron unos 2750 fieles. Previo a ello, entre el 28 de abril y el 12 de mayo de ese mismo año, la iglesia permitió un recorrido público de las instalaciones y del interior del templo al que asistieron unos 37.000 visitantes. Solo los fieles que viven en el estado de Australia Occidental asisten al templo de Perth, incluyendo numerosas comunidades de pequeño tamaño como Kununurra, en los alrededores del Parque Nacional de Purnululu.

## Características
Al igual que otros 35 templos, el templo de la ciudad de Perth tiene 10 700 pies cuadrados (994,1 m²) de construcción. Cuenta con dos salones para ordenanzas SUD y dos salones de sellamientos matrimoniales. La arquitectura es una adaptación moderna de un diseño clásico de un solo pináculo con un acabado exterior de granito blanco italiano.
El templo de Perth fue construido con las mismas especificaciones de los templos de menor tamaño construidos a fines del siglo XX para llegar a un total de 100 templos para 2000. El primero de tales templos fue el Templo de Monticello (Utah), construido en un pueblo de unos 2 mil habitantes ubicado en la esquina sudeste del estado de Utah. El templo de Perth es el número 38 construido con estas especificaciones de menor tamaño alrededor del mundo y el número 106 en operaciones de la iglesia, superando la meta de 100 templos antes del cierre del 2000 y el cuarto en ser dedicado en el año 2001.